# Nathalie Colleen Klaghofer
Nathalie Colleen Klaghofer (* 1988 in St. Pölten) ist eine österreichische Schauspielerin und Sängerin im Stimmfach Alt (Contralto). Ihr Stimmumfang reicht bis zum B der Kontraoktave.
Klaghofer machte Matura mit Schwerpunkt Gesang. Die Gesangsausbildung bekam sie bei Sebastian Vittucci und Noelle Turner.

## Rollen (Auswahl)
Klaghofer sang in Carmina Burana, der Matthäus-Passion und spielte Hauptrollen in Oliver! am Landestheater Niederösterreich sowie Fame am Festspielhaus St. Pölten.
In der Saison 2022/2023 spielte sie eine Hauptrolle im Stück Wiens Anatomy unter der Regie von Karen Breece, uraufgeführt im Volkstheater Wien.

## Musikvideos
Klaghofer veröffentlichte 2022 ein Musikvideo der Coverversion von California Dreamin (Sia Version) sowie 2023 den selbst geschriebenen Song Guys like you. 2024 folgten All these tears (Red Tissues) und Borderline.